# Liathach
Der Liathach (Der Graue auf Gälisch) ist ein 1055 Meter hohes Bergmassiv in Schottland. Er liegt an der Westküste nordöstlich der Ortschaft Torridon in den Torridon Hills in den Northwest Highlands, die zur Council Area Highland gehören. Zwei der Gipfel des Liathach, der Spidean a’ Choire Lèith mit 1055 Metern Höhe am östlichen Ende des Massivs und der 1023 Meter hohe Mullach an Rathain am westlichen Ende sind als Munro und als Marilyn eingestuft. Östlich des Liathach liegt das Bergmassiv des Beinn Eighe, westlich schließt sich der Beinn Alligin an.
Geologisch besteht der Liathach wie die weiteren Berge der Torridon Hills aus Torridonischem Sandstein, dem in den Gipfelbereichen heller Quarzit aufgelagert ist. Während das in etwa in Ost-West-Richtung verlaufende Massiv des Liathach von Süden aus dem Glen Torridon und von Loch Torridon aus steil aufragt und vor allem durch die horizontalen Bänder und Terrassen des Sandsteins gegliedert ist – lediglich der Südgrat des Mullach an Rathain ist eine markante Ausnahme – besitzt das Massiv auf seiner Nordseite mehrere Grate und zwischen diesen drei große Kare, die von steilen Felswänden geprägt sind. Der als Meall Dearg bezeichnete Nordgrat des Mullach an Rathain und der Nordgrat des Spidean a’ Choire Lèith umschließen das Coire na Caime, in dem der gleichnamige See Lochan Coire na Caime liegt. Östlich des Spidean a’ Choire Lèith liegen mit dem 983 Meter hohen Stob a Choire Liath Mhòr und dem 915 Meter hohen Stùc a’ Choire Dhuibh Bhig zwei weitere Nebengipfel auf dem Grat, die ebenfalls nach Norden führende Grate aufweisen. Diese umschließen, anschließend an das Coire na Caime nach Osten folgend das Coireag Dubh Mòr und das Coireag Dubh Beag. Der Grat des Liathach ist vor allem in dem als Am Fasarinen bezeichneten Abschnitt zwischen den beiden Munros schmal mit ausgesetzten Stellen und von Felsspitzen geprägt.

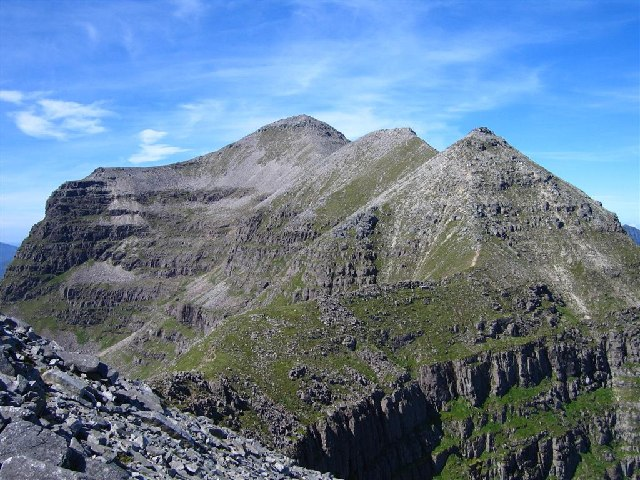
Blick vom östlichsten Gipfel des Liathach, dem Stùc a’ Choire Dhuibh Bhig, nach Westen zum Spidean a’ Choire Lèith
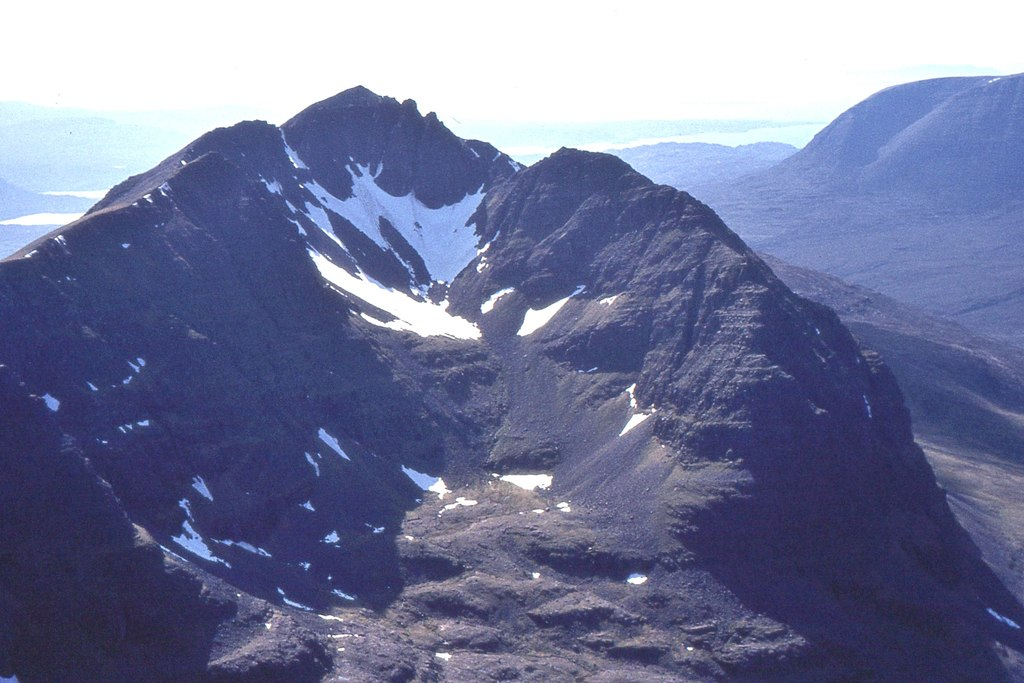
Blick vom Spidean a’ Choire Lèith nach Westen auf die Nordseite des Mullach an Rathain und das obere Coire na Caime
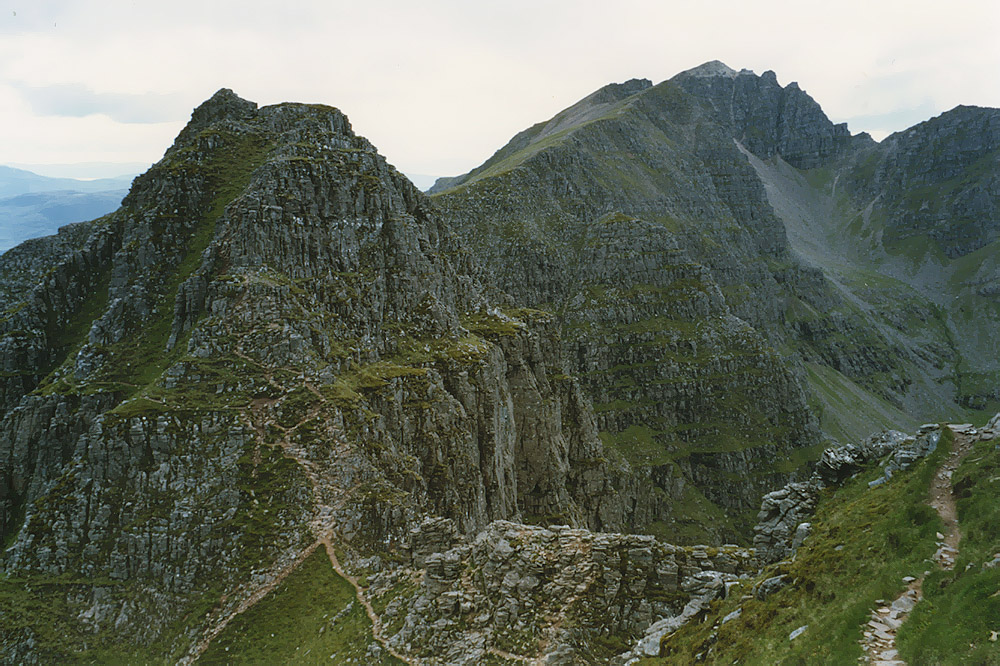
Auf dem Grat Am Fasarinen, Blick nach Westen
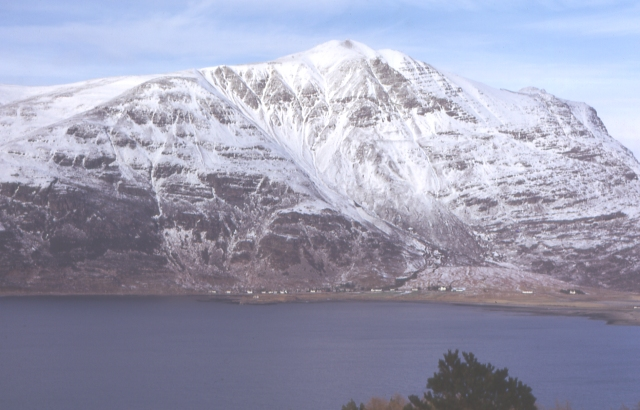
Der Liathach von Süden, Blick über Loch Torridon, am Fuß des Berges der Ort Torridon

Aufgrund seiner Lage an der Westküste mit weiten Aussichten ist der Liathach ein beliebtes Ziel für Bergwanderer und Kletterer. Die Überschreitung des Kamms Am Fasarinen über die beiden höchsten Gipfel des Liathach gilt als besonders anspruchsvolle Tour. Erreicht werden kann der Liathach am einfachsten von Torridon, entlang der A896 nach Kinlochewe befinden sich mehrere Parkmöglichkeiten, von denen der Aufstieg möglich ist. 